# N (album)
N è il quinto full-length della band melodic death metal Norther.

## Il disco
La traccia Frozen angel è la versione ri-registrata della traccia dallo stesso nome presente nell'EP No Way Back.
La versione giapponese dell'album contiene la bonus track Sabotage (Beastie Boys cover).
Esiste inoltre una versione dell'album a edizione limitata in cui sono presenti le tracce bonus "C.U.S.", "No Way Back" e "Reach Out", estratte da No Way Back.

## Tracce
1. My Antichrist
2. Frozen Angel
3. Down
4. To Hell
5. Savior
6. Black Gold
7. We Rock
8. Always & Never
9. Tell Me Why
10. If You Go
11. Self-Righteous Fuck
12. Forever And Ever

### Tracce bonus nell'edizione limitata
1. C.U.S.
2. No Way Back
3. Reach Out

## Formazione
- Petri Lindroos - voce death, chitarra
- Kristian Ranta - chitarra, voce
- Jukka Koskinen - basso
- Tuomas Planman - tastiere
- Heikki 'Kermis' Saari - batteria